# La Petite Princesse (film, 1917)
Pour les articles homonymes, voir La Petite Princesse.
Pour plus de détails, voir Fiche technique et Distribution.
La Petite Princesse (The Little Princess ou A Little Princess) est un film muet américain réalisé par Marshall Neilan, sorti en 1917.
En 1939, Walter Lang réalisera un remake avec Shirley Temple dans le rôle-titre : Petite Princesse.

## Synopsis
Le Capitaine Richard Crewe, un riche officier britannique en poste en Inde, envoie sa fille Sara à l'école de Miss Minchin à Londres. Alors qu'elle était surnommée « la petite princesse » à cause de sa richesse, Sara devient une fille de cuisine lorsque des nouvelles de la mort de son père, et de la perte de sa fortune, arrivent. Maltraitée par Miss Minchin, Sara réconforte Becky, une autre bonne, avec des contes de fées. John Carrisford, un vieil ami du Capitaine, vient habiter dans la maison voisine. Ne sachant pas que Sara y habite, Carrisford sympathise avec les gamines et décide de leur offrir un joyeux Noël. Carrisford et son serviteur Ram Dass préparent un somptueux banquet pour les filles dans le grenier. Sara et Becky vont attaquer le repas quand Miss Minchin entre et les punit. Carrisford s'interpose, et il s'avère que les investissements du Capitaine Crewe se sont finalement révélés fructueux, ce qui rend Sara de nouveau une héritière. Carrisford s'occupe de Sara et Becky et tout finit bien.

## Fiche technique
- Titre original : The Little Princess ou A Little Princess
- Titre français : La Petite Princesse
- Réalisation : Marshall Neilan
- Assistants : Nat Deverich, Howard Hawks
- Scénario : Frances Marion d'après le roman Sara Crewe de Frances Hodgson Burnett
- Direction artistique : Wilfred Buckland
- Photographie : Walter Stradling
- Production : Mary Pickford
- Société de production : Mary Pickford Film Corporation
- Société de distribution : Artcraft Pictures Corporation
- Pays de production :  États-Unis
- Langue originale : anglais
- Format : noir et blanc — 35 mm — 1,37:1 — Muet
- Genre : drame
- Durée : 62 minutes
- Dates de sortie : 
  - États-Unis : 11 novembre 1917
  - France : 18 novembre 1921
- Licence : domaine public

## Distribution
- Mary Pickford : Sara Crewe / Morgiana
- Norman Kerry : Capitaine Richard Crewe
- Katherine Griffith : Miss Minchin
- Anne Schaefer : Amelia Minchin
- Zasu Pitts : Becky
- W.E. Lawrence : Ali-Baba
- Gertrude Short : Ermigarde
- Theodore Roberts : Cassim
- Gustav von Seyffertitz : M. Carrisford
- Loretta Blake : Lavinia
- George McDaniel : Ram Dass
- Edythe Chapman
- Josephine Hutchinson